# Arsenicumfabriek
De Arsenicumfabriek is een bedrijf te Reppel dat bestond van 1895 tot 1970 en gevestigd was aan de Grote Baan. In de volksmond werd ze Groot Fabriek genoemd.

## Geschiedenis
Het bedrijf ging in 1897 in productie als Établissements d’Elecom. Omstreeks 1900 werkten er ongeveer 250 mensen. Na de Eerste Wereldoorlog kwamen alle aandelen aan de Société Générale Métallurgique de Hoboken.
Het bedrijf produceerde arseen. Deze giftige stof werd gewonnen uit een erts dat afkomstig was uit Marokko. Dit erts werd vermengd met cokes, kalk en een vloeistof en vervolgens verhit. Aldus ontstonden slakken en spijs, ofwel onzuiver arseen. De spijs werd tot bloem vermalen en verhit. Daarbij verdampte het arseen. De damp werd door middel van de trek van een hoge schoorsteen door stenen kanalen gezogen en zette zich daar op de wanden af. De rest werd door de schoorsteen afgevoerd en in de omgeving verspreid. Het arseen werd gebruikt in de bestrijdingsmiddelenindustrie (insecticiden) en in de verfindustrie.
Naast de arsenicumfabriek of 'het groot fabriek' lag de zogenoemde 'lepelfabriek'. Tot 1960 werden er zilveren bestekken gemaakt en daarna bestekken, kommen en kookpotten in roestvast staal of inox. In de volksmond was dit de 'Lepelfabriek'. De producten kwamen op de markt onder de merknaam 'Reppel'.

## Sanering
Toen de fabriek in 1970 sloot bleven de gebouwen oorspronkelijk staan. In 1992 was er een onteigeningsprocedure nodig ten einde tot sanering van de zwaar verontreinigde site over te kunnen gaan, aangezien de toenmalige eigenaar de saneringsploeg de toegang tot het terrein weigerde. De sanering hield in dat men de resterende gebouwen moest slopen en het puin afvoeren, maar het zwaarst verontreinigde deel ervan moest onder gecontroleerde omstandigheden -in plastic verpakt- op het terrein worden opgeslagen. De toplaag van de bodem bleek zwaar met arseen verontreinigd, waarbij de concentratie kon oplopen tot maximaal 63 g arseen/kg. Deze verontreiniging heeft ook het grondwater aangetast. Gevolg was dat men de verontreinigde bodem met folie moest afdekken en draineren.

## Sociaal
Het werken in een dergelijke fabriek was uiterst ongezond. De fabriek stond dan ook bekend als één der doodende fabrieken (naast de zinksmelters in Overpelt en Lommel), waarover in 1912 door August De Winne een aangrijpend relaas werd gedaan:
De arbeiders! Ziet ge, na ’t dagelijksch werk, op den steenweg voorbijgaan, mager, bleek, ontvleeschd, met hoofden als van dooden! Het zijn als zwervende lijken. Men telt er geen ouderlingen onder. Na tien of twaalf jaren in de fabriek gewroet te hebben is hun organisme geknakt. Op veertigjarigen ouderdom zijn het afgeleefde wezens, onbekwaam tot den minst vermoeiende arbeid. Zij zijn versleten, ten einde, en hunne mannelijke kracht zowel als hun geestvermogen verwelken.
In 1900 was er een staking bij de smeltovens te Reppel, maar de stakers werden eenvoudigweg ontslagen en het werk werd door anderen overgenomen.